# La Tijera, Tlajomulco de Zúñiga
La Tijera är en ort i Mexiko.   Den ligger i kommunen Tlajomulco de Zúñiga och delstaten Jalisco, i den centrala delen av landet, 500 km väster om huvudstaden Mexico City. La Tijera ligger 1 615 meter över havet och antalet invånare är 12 425.
Terrängen runt La Tijera är kuperad åt nordväst, men åt sydost är den platt. Runt La Tijera är det mycket tätbefolkat, med 6 472 invånare per kvadratkilometer. Närmaste större samhälle är Guadalajara, 10,7 km nordost om La Tijera. Trakten runt La Tijera består till största delen av jordbruksmark.